# Моклінехо
Моклінехо (ісп. Moclinejo) — муніципалітет в Іспанії, у складі автономної спільноти Андалусія, у провінції Малага. Населення — 1274 особи (2010).
Муніципалітет розташований на відстані близько 410 км на південь від Мадрида, 15 км на схід від Малаги.
На території муніципалітету розташовані такі населені пункти: (дані про населення за 2010 рік)
- Моклінехо: 749 осіб
- Вальдес: 525 осіб

## Демографія
Динаміка населення (INE ):

## Галерея зображень

Розташування муніципалітету у провінції Малага
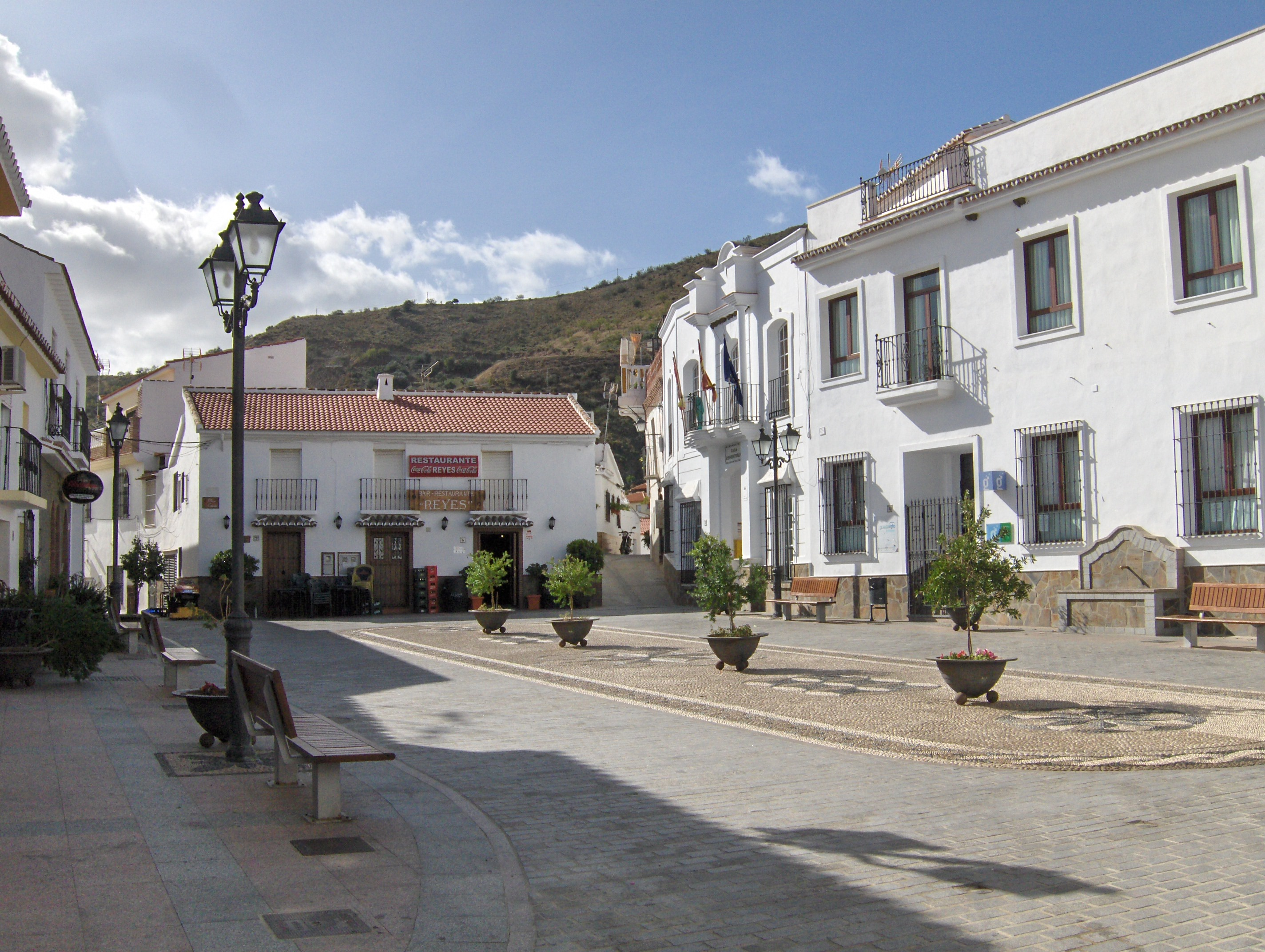
Площа у Моклінехо
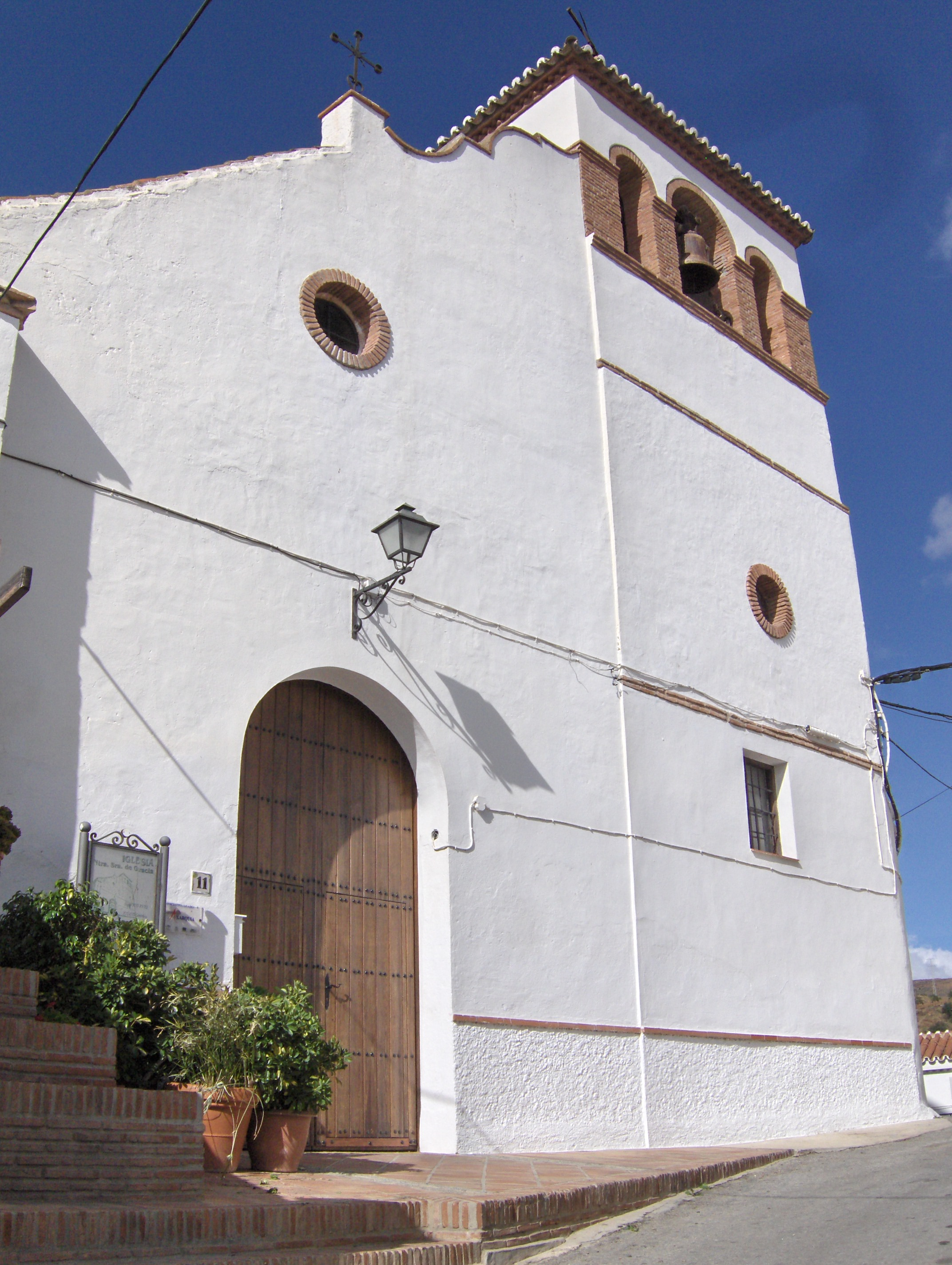
Церква Нуестра-Сеньйора-де-Грасія
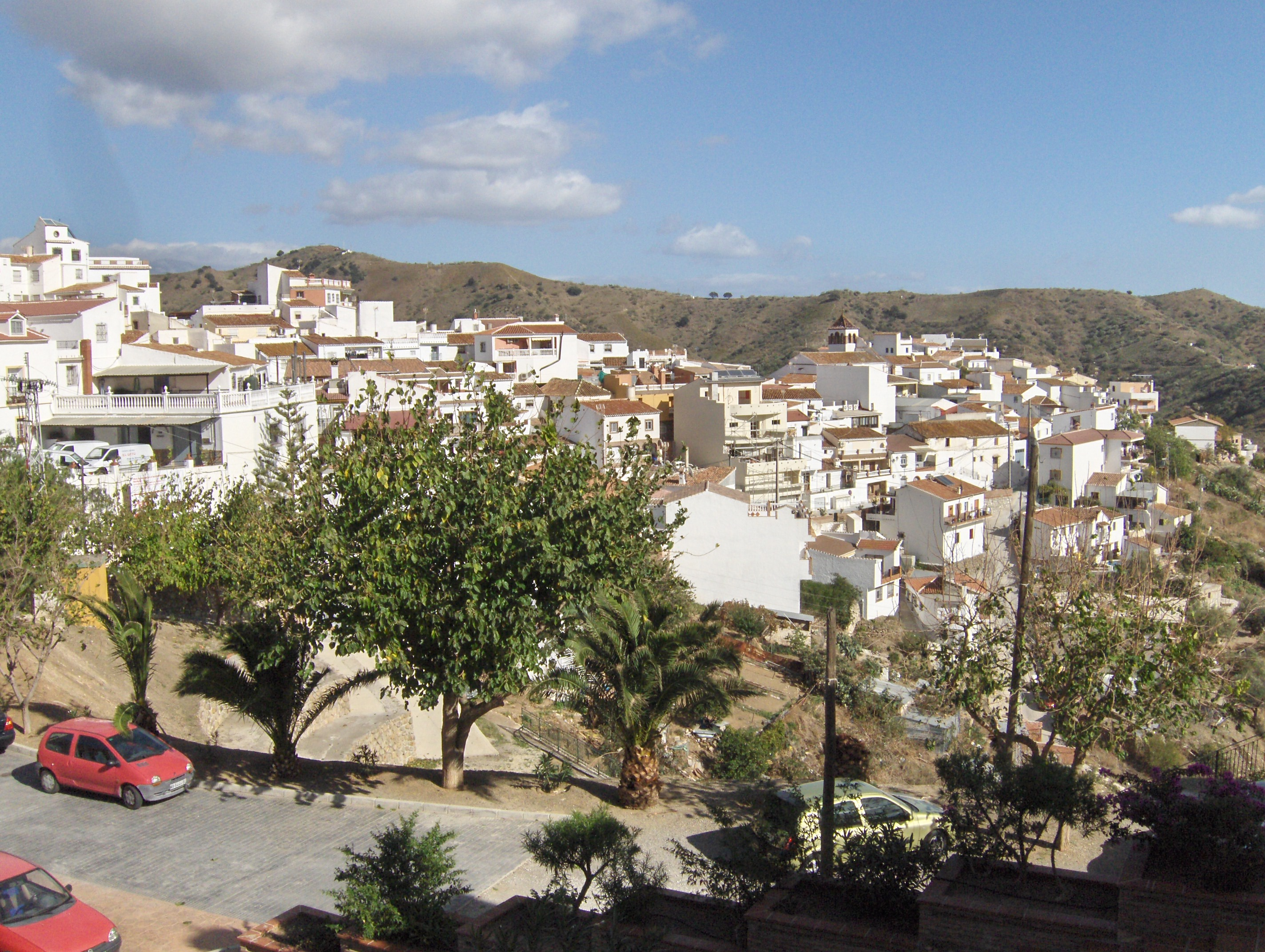
Моклінехо
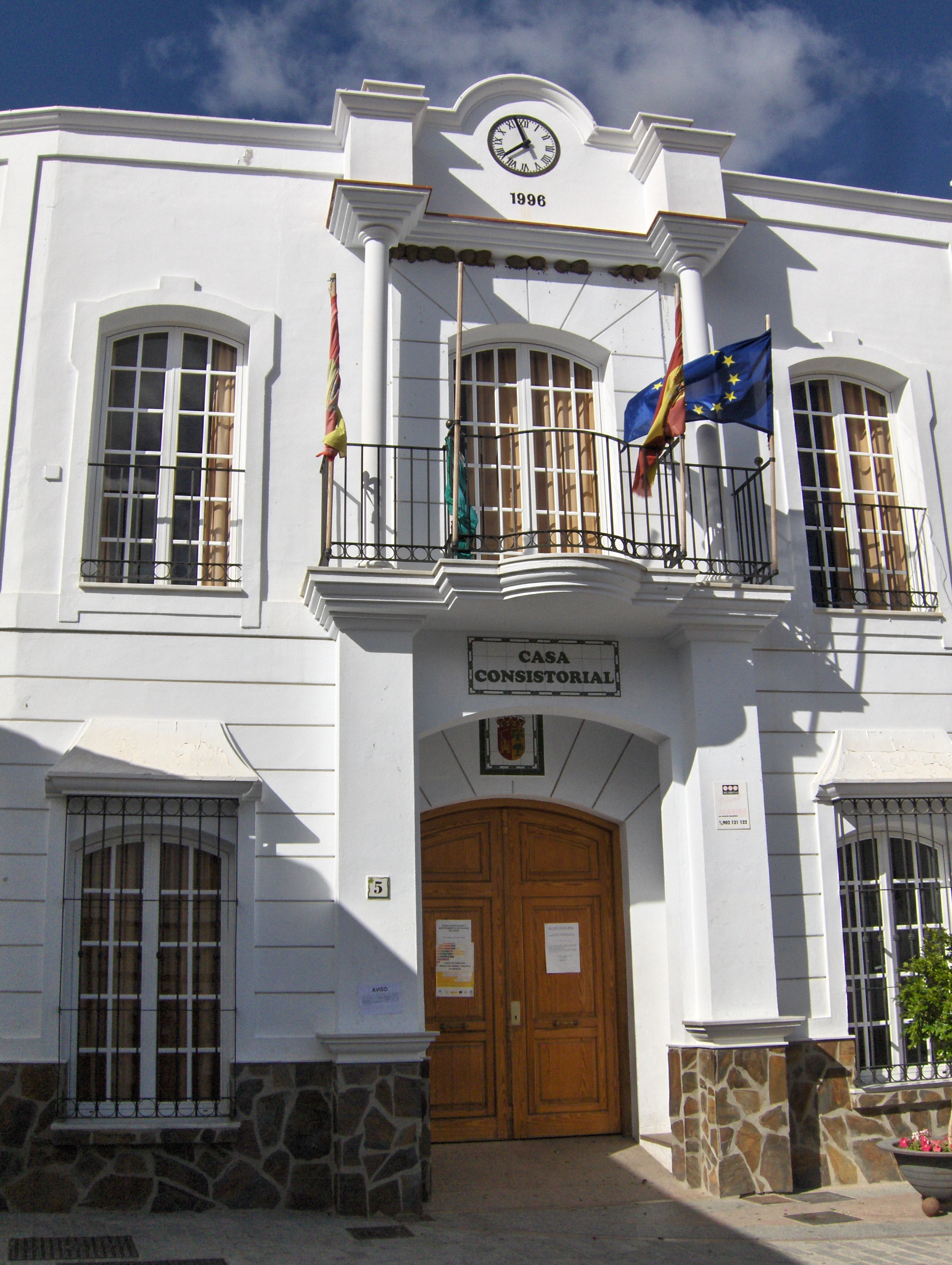
Муніципальна рада